# Ercole Adriano Ceccarelli
Ercole Adriano Ceccarelli (Forlì, 1856 – Forlì, 1949) è stato un avvocato e politico italiano, sindaco di Forlì dal 1889 al 1894.

## Biografia
Discendente da una famiglia di origine romana che praticava la professione di avvocato da generazioni: il nonno paterno, infatti, Tommaso (1760-1845), si stabilì a Forlì all'inizio del XIX secolo per seguire la clientela del dipartimento del Rubicone. Il padre Giulio Cesare (1815-1884), avvocato e governatore pontificio a Savignano, simpatizzante garibaldino, invece di arrestare Garibaldi la notte del primo agosto 1849, ne favorì la fuga.
Conseguita la maturità classica a Cesena, Ceccarelli frequentava la facoltà di giurisprudenza a Roma dove conosce Aurelio Saffi dal quale prese le simpatie mazziniane e repubblicane. Nel 1878 si laurea a pieni voti con una tesi intitolata La donna e la sua incapacità agli uffici tutelari. Divenne consigliere comunale a partire dal 1878 per poi divenire, nel 1889 per consiglio di Saffi, il primo sindaco repubblicano della città.